# Un pilote revient
Pour plus de détails, voir Fiche technique et Distribution.
Un pilote revient  (en italien : Un pilota ritorna) est un film de guerre italien réalisé par Roberto Rossellini, sorti en 1942, interprété par Massimo Girotti, Michela Belmonte et Piero Lulli. Le film fait partie de la « Trilogie fasciste » de Rossellini avec Le Navire blanc (1941) et L'Homme à la croix (1943). Il a été réalisé avec la coopération de l'armée de l'Air italienne. Les décors ont été conçus par l'architecte Virgilio Marchi.

## Synopsis
Au cours de la Seconde Guerre mondiale, en 1941, l'Italie se lance à l'invasion de la Grèce. Au cours de celle-ci, un pilote italien, Gino Rossati, est abattu et capturé par les forces britanniques, qui le placent dans un camp de prisonniers de guerre. Il tombe amoureux d'une jeune Italienne qui soigne les prisonniers et décide de s'évader. Il parvient à voler un avion et retourne en Italie. À son arrivée, il apprend que la Grèce a bien été conquise par les Puissances de l'Axe.

## Fiche technique
- Titre : Un pilote revient
- Titre original : italien : Un pilota ritorna
- Réalisateur : Roberto Rossellini
- Scénario : Michelangelo Antonioni - Ugo Betti - Gherardo Gherardi - Rosario Leone - Margherita Maglione - Massimo Mida - Vittorio Mussolini - Roberto Rossellini
- Musique : Renzo Rossellini
- Directeur de la photographie : Vincenzo Seratrice
- Montage : Eraldo Da Roma
- Production et distribution : Alleanza Cinematografica Italiana
- Genre : Film de guerre
- Durée : 87 minutes
- Date de sortie : 
  - Royaume d'Italie (1861-1946) : 8 avril 1942

## Distribution
- Massimo Girotti : Gino Rossati
- Michela Belmonte : Anna
- Piero Lulli : De Santis
- Gaetano Masier : Trisotti
- Elvira Betrone : Signora Rossati
- Piero Palermini : Officier anglais